# Син людський

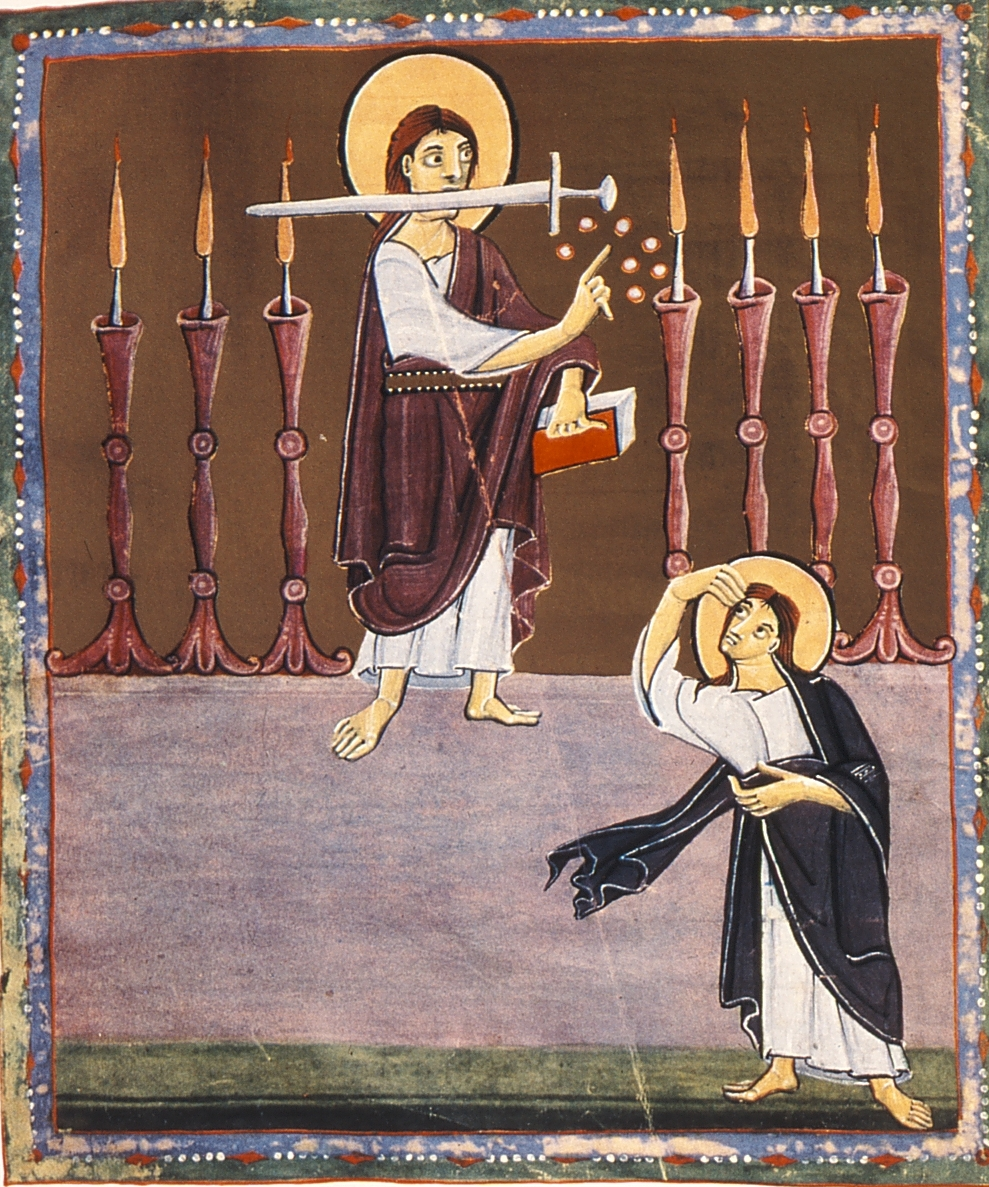
"...і посеред світильників - подібного до сина чоловічого, вдягненого в шату і підперезаного попід груди поясом золотим. Голова ж його і волосся білі, як вовна біла, як сніг; і очі його - як пломінь огню; і ноги його подібні до бронзи, ніби в горнилі розпалені; і голос його - як голос вод багатьох; і мав у правиці своїй сім зірок. З уст його меч двосічний гострий виходив; вид же його - як сонце, що сіяє в силі своїй. (Бамберґзький апокаліпсис, 11 ст)

Син людський, Син Чоловічий (івр. בן–אדם, ben-'adam) — термін, що бере свій початок з Танаха — єврейської Біблії. Він позначав спочатку приналежність до роду людського в сенсі «хтось» або «один з». У Новому Завіті Ісус Христос говорить про Сина Людського так, що Він ним є.

## Пророки
У Книзі пророка Єзекіїля Бог звертається до пророка  - Сину Людський (ben adam) 87 разів. Єзекіїл наповнений Божим Духом бачить гріхи Ізраїля, звіщає у притчах йому Божий суд.
Книга пророка Даниїла описує Сина людського як майбутнього рятівника людства, якому Ягве після страшного суду дасть владу над світом:.
Бачив я в нічних видіннях, аж ось на небесних хмарах ішов ніби Син Чоловічий; дійшов він до Ветхого деньми, і приведено його поперед нього. І дано йому владу, славу й царство, і всі народи, племена та язики йому служили. Влада його — влада вічна, що не минеться, і царство його не занепаде ніколи.

## Новий Завіт
За життя Ісуса Христа під виразом «син людський» вже розумілося саме розуміння пророка Даниїла — месіанське. Воно стало синонімом виразу «Син Божий». Олександр Мень у своїй книзі «Син Людський» так трактує однойменний вислів: «Він не вимовив слова „Месія“, але вислів „Син Людський“ був їм зрозумілий; він означав, що новий Учитель — це Той, Кого давно з нетерпінням чекають».
Грецький вираз «ὁ υἱὸς τοὺ ἀνθρώπου» (ho hyios tou anthropou) — «Син людський» зустрічається у Новому завіті 82 рази.
Ісус Христос у Новому Завіті називає себе Сином Людським завжди у третій особі, позначаючи тим проте власні дії і ніколи не кажучи прямо — «Я є Син людський»:
.